# VP9
VP9 구글이 인수한 On2 테크놀로지스의 로열티 프리 영상 코덱 중 하나이다.
VP9은 VP8의 후속 제품이며 주로 MPEG의 고효율 비디오 코딩(HEVC/H.265)과 경쟁한다. 처음에는 VP9이 주로 구글의 동영상 플랫폼인 유튜브에서 사용되었다. Alliance for Open Media의 출현과 구글이 속해 있는 후속 AV1의 지속적인 개발에 대한 지원으로 인해 이 형식에 대한 관심이 높아졌다.
HEVC와 달리 VP9 지원은 최신 웹 브라우저에서 일반적이다. 안드로이드는 버전 4.4 킷캣부터 VP9를 지원했으며, iOS/iPadOS는 iOS/iPadOS 14에서 VP9에 대한 지원을 추가했다.
이 포맷의 일부는 구글이 보유한 특허로 보호된다. 회사는 상호주의에 기초하여, 즉 사용자가 특허 소송에 참여하지 않는 한, 자체 관련 특허를 무료로 사용할 수 있는 권한을 부여한다.
2013년 VP8이 포함되어 있는 WebM의 후속 동영상 압축 기술로 발표되었다. 비슷한 시기에 발표된 고효율 비디오 코딩과 비교하면, 화질은 다소 떨어지나 스트리밍 환경에는 더 안정적이다고 알려져 있다.

## 역사
VP9은 구글이 이를 제작한 On2 테크놀로지스와 함께 2010년에 1억 3,400만 달러에 구입한 트루모션 비디오 포맷 시리즈의 마지막 공식 버전이다. VP9의 개발은 NGOV(Next Gen Open Video), VP-Next라는 개발명으로 2011년 하반기부터 시작됐다. VP9의 설계 목표에는 동일한 비디오 품질을 유지하면서 VP8에 비해 비트 전송률을 50% 줄이고 MPEG 고효율 비디오 코딩(HEVC) 표준보다 더 나은 압축 효율성을 목표로 하는 것이 포함되었다. 2013년 6월 VP9의 "프로필 0"이 완성되었고 두 달 후 VP9 비디오 재생을 지원하는 구글의 크롬 브라우저가 출시되었다. 그해 10월 네이티브 VP9 디코더가 FFmpeg에 추가되었고, 6주 후에는 Libav에도 추가되었다. 모질라는 2014년 3월에 파이어폭스에 VP9 지원을 추가했다. 2014년에 구글은 두 개의 높은 비트 깊이 프로필인 프로필 2와 프로필 3을 추가했다.
2013년에는 Opus 오디오와 함께 VP9을 지원하는 WebM 형식의 업데이트 버전이 출시되었다.
2013년 3월, MPEG 라이센스 관리국은 미국 법무부가 VP8이 경쟁을 부당하게 억압하기 위해 행동하고 있는지 조사하기 시작한 후 VP8 및 그 후속 제품에 대한 분쟁된 특허 주장에 대한 주장을 철회했다.
전체적으로 구글은 하드웨어 공급업체와 협력하여 VP9 지원을 실리콘에 적용했다. 2014년 1월 Ittiam은 ARM 및 구글과 협력하여 ARM Cortex 장치용 VP9 디코더를 시연했다. GPGPU 기술을 사용하여 디코더는 Arndale 보드에서 30fps에서 1080p를 지원했다. 2015년 초 엔비디아는 Tegra X1 SoC에서 VP9 지원을 발표했으며 VeriSilicon은 Hantro G2v2 디코더 IP에서 VP9 프로파일 2 지원을 발표했다.
2015년 4월 구글은 libvpx 라이브러리에 대한 중요한 업데이트를 출시했다. 버전 1.4.0에는 10비트 및 12비트 비트 심도, 4:2:2 및 4:4:4 크로마 서브샘플링, VP9 멀티스레드 디코딩에 대한 지원이 추가되었다.
2015년 12월 넷플릭스는 MPEG 공통 암호화를 사용하여 MP4 컨테이너에 VP9 비디오를 포함하는 제안 초안을 발표했다.
2016년 1월 Ittiam은 OpenCL 기반 VP9 인코더를 시연했다. 이 인코더는 ARM Mali 모바일 GPU를 대상으로 하며 삼성 갤럭시 S6에서 시연되었다.
VP9 지원은 2016년에 마이크로소프트의 웹 브라우저 엣지에 추가되었다.
2017년 3월 Ittiam은 libvpx의 인코딩 속도를 향상시키는 프로젝트의 완료를 발표했다. 속도는 50~70% 향상되었으며 코드는 libvpx의 일부로 공개적으로 사용 가능하다.

## 기능

### 프로파일
- 프로파일 0: 색 심도: 8 bit/sample, chroma subsampling: 4:2:0
- 프로파일 1: 색 심도: 8 bit, chroma subsampling: 4:2:2, 4:4:0, 4:4:4
- 프로파일 2: 색 심도: 10–12 bit, chroma subsampling: 4:2:0
- 프로파일 3: 색 심도: 10–12 bit, chroma subsampling: 4:2:2, 4:4:0, 4:4:4[28]

### 레벨
VP9는 14개 레벨을 제공한다:
| 레벨 | Luma Samples/s | Luma Picture Size | Max Bitrate (Mbit/s) | Max CPB Size for Visual Layer (MBits) | Min Compression Ratio | Max Tiles | Min Alt-Ref Distance | Max Reference Frames | 해상도 @ 프레임레이트 예시 |
| ---- | -------------- | ----------------- | -------------------- | ------------------------------------- | --------------------- | --------- | -------------------- | -------------------- | -------------------------- |
| 1    | 829440         | 36864             | 0.20                 | 0.40                                  | 2                     | 1         | 4                    | 8                    | 256×144@15                 |
| 1.1  | 2764800        | 73728             | 0.80                 | 1.0                                   | 2                     | 1         | 4                    | 8                    | 384×192@30                 |
| 2    | 4608000        | 122880            | 1.8                  | 1.5                                   | 2                     | 1         | 4                    | 8                    | 480×256@30                 |
| 2.1  | 9216000        | 245760            | 3.6                  | 2.8                                   | 2                     | 2         | 4                    | 8                    | 640×384@30                 |
| 3    | 20736000       | 552960            | 7.2                  | 6.0                                   | 2                     | 4         | 4                    | 8                    | 1080×512@30                |
| 3.1  | 36864000       | 983040            | 12                   | 10                                    | 2                     | 4         | 4                    | 8                    | 1280×768@30                |
| 4    | 83558400       | 2228224           | 18                   | 16                                    | 4                     | 4         | 4                    | 8                    | 2048×1088@30               |
| 4.1  | 160432128      | 2228224           | 30                   | 18                                    | 4                     | 4         | 5                    | 6                    | 2048×1088@60               |
| 5    | 311951360      | 8912896           | 60                   | 36                                    | 6                     | 8         | 6                    | 4                    | 4096×2176@30               |
| 5.1  | 588251136      | 8912896           | 120                  | 46                                    | 8                     | 8         | 10                   | 4                    | 4096×2176@60               |
| 5.2  | 1176502272     | 8912896           | 180                  | TBD                                   | 8                     | 8         | 10                   | 4                    | 4096×2176@120              |
| 6    | 1176502272     | 35651584          | 180                  | TBD                                   | 8                     | 16        | 10                   | 4                    | 8192×4352@30               |
| 6.1  | 2353004544     | 35651584          | 240                  | TBD                                   | 8                     | 16        | 10                   | 4                    | 8192×4352@60               |
| 6.2  | 4706009088     | 35651584          | 480                  | TBD                                   | 8                     | 16        | 10                   | 4                    | 8192×4352@120              |

## 같이 보기
- HTML5
- WebP
- WebM